# 73637 Guneus
73637 Guneus este o planetă minoră (asteroid) din Asteroid troian al lui Jupiter. A fost descoperită pe 19 septembrie 1973 la Observatorul Palomar de Cornelis Johannes van Houten. 
Obiectul prezintă o orbită caracterizată de o semiaxă mare de 5,1612863575485 UAi, o excentricitate de 0,183, o înclinație de 12 ° în raport cu ecliptica.